# Adolf Dygasiński
Adolf Dygasiński (7. března 1839 Niegosławice, Svatokřížské vojvodství – 3. června 1902 Grodzisk Mazowiecki) byl polský spisovatel, publicista a pedagog, jeden z hlavních představitelů naturalismu v polské literatuře.

## Životopis
Narodil se v rodině dvorního úředníka Jana Dygasińského (1818–1899) a Katarzyny rozené Janiszewské (1822–1898). Jeho sourozenci byli: Marianna (1841–1936), Aniela (1843–1844), Justyna Lisowská (1851–1939), Józef a Kamila (–1850).
Adolf vyrůstal ve vesnici Donatkowice. Nejprve se vzdělával v Pińczowě a poté v Szkole Wyższej Realnej v Kielcích. V roce 1862 zaháji univerzitní studium na Szkole Głównej ve Varšavě, kde studoval jazykovědu, přírodopis a zeměpis. V roce 1863 se aktivně zúčastnil Lednového povstání. Dvakrát byl vězněn, a to ve Szczekocinách a v Olkuszu. Po pádu povstání pokračoval ve studiu na Szkole Głównej. Krátce studoval v Praze na Karlově univerzitě. Nedostatek finančních prostředků mu však nedovolil pokračovat ve studiu. Začal pracovat jako vychovatel na šlechtických dvorcích, byl mj. vychovatelem polských malířů Jacka Malczewského a Wacława Karczewského.
V letech 1871–1877 pobýval v Krakově, kde se věnoval pedagogické práci, vedl internátní školu a také provozoval malé nakladatelství. Inicioval vznik Bibliotekę Umiejętności Przyrodniczych, Wydawnictwo Dzieł Tanich a v letech 1875–1876 vydával Szkice Społeczne i literackie. V Krakově se seznámil s Natalií Wyszkowskou (–1897), v roce 1872 se s ní oženil. Měli spolu čtyři děti, ale dospělosti se dožila jen dcera Zofia Wolertowá (1872–1945). V červenci 1877 opustil Krakov a odešel do Varšavy. Ve Varšavě působil jako učitel na několika školách, včetně školy Hermana Benniho (do roku 1885), ale právo vykonávat své povolání mu bylo odebráno na základě obvinění z vyučování v polštině. V této situaci se opět ujal práce soukromého učitele. V té době již psal do varšavského tisku, především na pedagogická témata, do „Niwy“ a „Nowin“. Jako spisovatel debutoval ve svých 44 letech v roce 1883 povídkou Za krowę v časopise „Przegląd Tygodniowy“.
Dygasiński byl zakladatelem a redaktorem časopisu „Przeglądu Pedagogicznego“. V letech 1884–1887 byl členem redakční rady týdeníku „Wędrowiec“ – předního polského přírodovědného časopisu, později se stal jeho spoluredaktorem. Spolupracoval také s časopisem „Głos“ (1886) a do roku 1888 s geograficko-etnografickým měsíčníkem „Wisła“.
V letech 1890–1891 se vydal na cestu do Brazílie po stopách polské emigrace „za chlebem“ jako vyslanec listu „Kurier Warszawski“. Napsal tam řadu dopisů, v nichž popisuje tragický osud polských emigrantů. V následujících letech se nadále živil tím, že přijal místo vychovatele a učitele v mnoha bohatých šlechtických rodinách (mj. u rodiny Chodkiewiczů). V roce 1901 podnikl cestu do Francie a Itálie. Na sklonku života se usadil ve Varšavě.

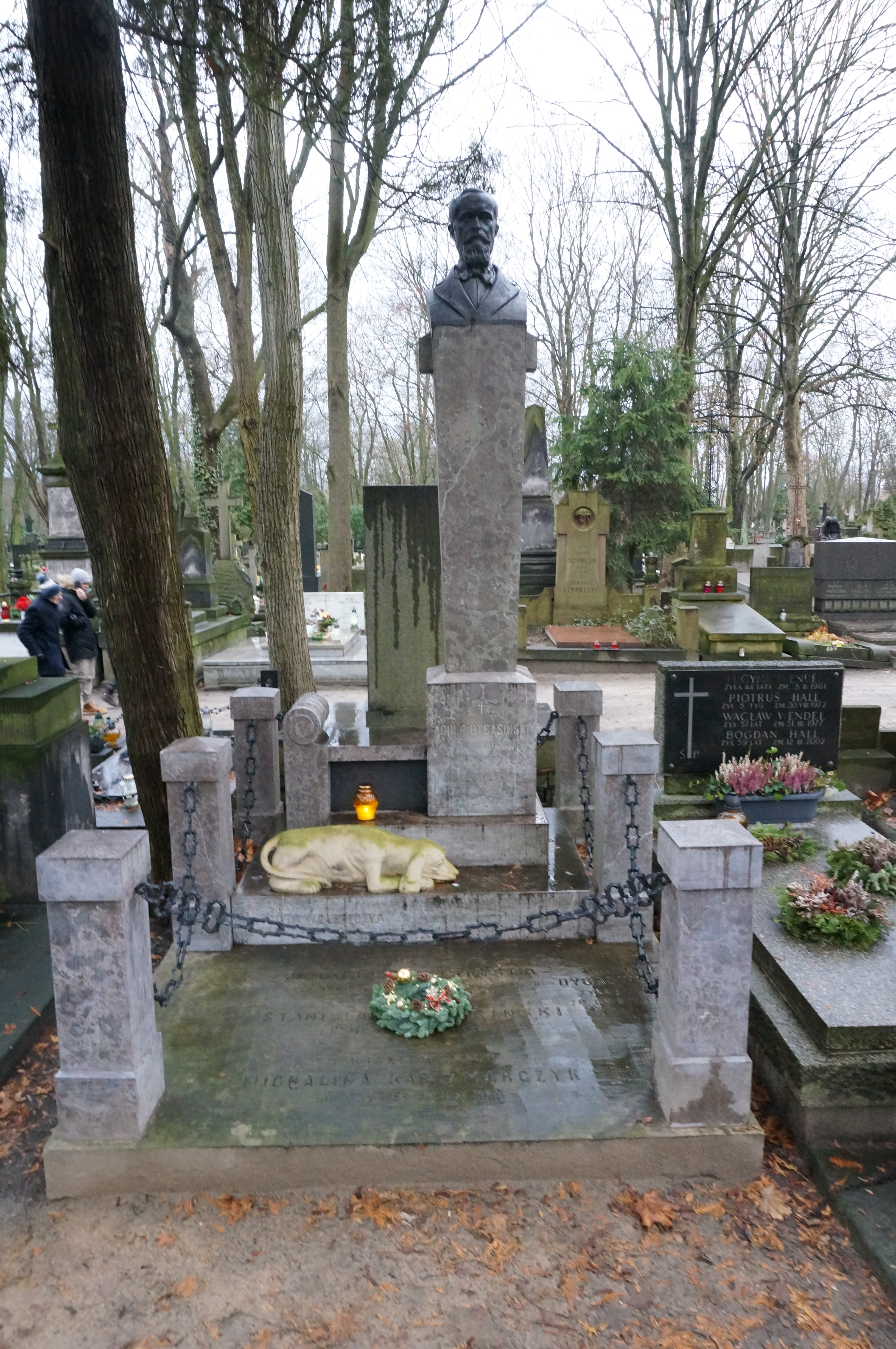
hrob Dygasińského

Adolf Dygasiński po několikaměsíční nemoci zemřel na mrtvici. Pohřeb se konal 6. června 1902 ve Varšavě, kde byl pohřben na hřbitově Powązkowskim (oddělení 84-5-24/25). Autorem jeho náhrobního pomníku (bronzová busta spisovatele na štíhlém podstavci, u jehož paty je bronzová socha ležícího psa jménem Asa) byl Czesław Makowski.

### Charakteristika díla
Během své literární kariéry napsal 21 románů a přes 130 novel; od roku 1884 (první svazek novel) vycházela jeho díla knižně. Měla značný úspěch a byla překládána do ruštiny a němčiny.
Dygasińského dílo a názory byly složité a různorodé. Byl řazen k naturalistům, ale v jeho díle se objevovaly i další směry, například tradice vyprávění nebo stylizovaná mladopolská próza. Ve svém přístupu k přírodě prezentoval na jedné straně monismus, který ji považoval za homogenní celek podléhající deterministickým vědeckým zákonitostem, a na druhé straně prezentoval iracionální panteistický kult přírody. Nejvyšším zákonem přírody byl pro Dygasińského boj o existenci. Někdy se vyhýbal ocenění tohoto zákona a předpokládal, že přežití lépe přizpůsobených je motorem pokroku, jindy hájil slabší jedince.
Ve svém díle se často dotýkal života vesničanů a maloměšťáků, přičemž zdůrazňoval podobnost lidského a zvířecího osudu. Zároveň zpochybňoval výchozí předpoklady pozitivismu a výdobytky organické práce a hlásal, že polský rolník je schopen vytvářet originální kulturní hodnoty. Projevoval ambivalentní postoj k sociálním vrstvám. Naturalistickým prvkem bylo zacházení se šlechtou jako s anachronickou skupinou, která by měla ustoupit rolnictvu – vitální a expanzivní, i když brutální vrstvě. Avšak například v díle Pan Jędrzej Piszczalski ukázal odvahu a představivost šlechty, zatímco postavy rolníků v Dramatach lubądzkich vykazují krutost a podlost.
Dygasińského originálním přínosem pro polskou literaturu byly jeho novely se zvířecí tematikou a motivy tohoto druhu vetkané do dalších děl. Ve svých popisech divokých zvířat ukázal vzájemnou závislost druhů tvořících celek, který zůstává v dynamické rovnováze. Při popisu domácích zvířat je individualizoval a antropomorfizoval, někdy s prvky humoru. Osudy zvířat a lidí se tak mohly odehrávat paralelně.
Naturalistický pohled na svět se projevoval i v Dygasińského románech. Inspiroval se Zolou a v letech 1884–1886 napsal sérii románů zachycujících příběh von Molkena – potomka polského šlechtice a italské guvernantky (Na pańskim dworze, Von Molken, Głód i miłość, Na warszawskim bruku). Román Propritors zobrazoval konflikt mezi statkáři a rolnictvem, Na złamanie karku – brazilskou emigraci, zatímco Gorzałka se věnovala problematice vodky.
Didaktický román Przygody młodzieńca, czyli Robinsona polskiego byl určen mladým čtenářům. Morální hodnoty jako odvaha, vstřícnost, citlivost vůči nespravedlnosti nakonec vedou hlavního hrdinu k profesnímu úspěchu, kterým je založení truhlářské dílny. Podobně měly výchovné záměry (odvaha, obětavost, přátelství mezi lidmi a zvířaty) i jeho Cudowne bajki, založené na folklorních motivech s prvky fantasy.
Na sklonku života vytvořil jedno ze svých ambicióznějších děl, Gody życia. Hlavním hrdinou díla je malý pták mysikrólik, kterého autor zpracoval alegoricky. V závislosti na situaci ztělesňuje vlastence, básníka, idealistu, pacifistu. Dílo je vedeno v poetickém a archaizujícím stylu, ale obsahuje i naturalističtější pasáže.
V rané tvorbě byla kompozice Dygasińského děl stručná a jazyk neutrální. Postupem času se objevila volnější kompozice s prvky vyprávění, neostrými dialogy a nářeční stylizací, a to i v autorově vyprávění. Rozvolněná forma a sled špatně propojených sekvencí měly negativní dopad na děj Dygasińského románu. Z jeho pozdní tvorby tak měly větší hodnotu novely a středně rozsáhlé formy.

## Dílo (výběr)
- Wilk, psy i ludzie (1883)
- Ogólne zasady pedagogiki dotyczące wykształcenia umysłu, uczuć, moralności i religijności (1883)
- Na pańskim dworze (1884)
- Głód i miłość (1885)
- Na warszawskim bruku (1886)
- Z ogniw życia (1886)
- Z siół, pól i lasów (1887)
- Nowe tajemnice Warszawy (tom 1–2, 1887)
- Właściciele (1888)
- Beldonek (1888)
- Z zagonu i bruku (1889)
- Jak się uczyć i jak uczyć innych (1889)
- Pan Jędrzej Piszczalski (1890)
- Przygody młodzieńca, czyli Robinsona polskiego (1891)
- Listy z Brazylii (1891)
- Na złamanie karku (1893)
- Gorzałka (1894)
- As (1896)
- Cudowne bajki (1896)
- Dramaty lubądzkie (1897)
- Żywot Beldonka (1898)
- W Kielcach (1899)
- W Swojczy (1899)
- Zając (1900)
- Listy z Brazylii (1900)
- Margiela i Margielka (1901)
- Gody życia (1902)

## Česká vydání
- Hlad a láska – přeložil Bohumil Vítězslav Konečný. Praha: František Šimáček, 1894
- Vlk, psi a lidé – př. Karel Handzel. Praha: Jan Laichter, 1911[1]
- Hody života: povídka –´př. Marie Calma; ilustroval Antoni Gawiński. Brno: Barvič a Novotný, 1911
- Dočkal jsem se! – úvod František Sekanina; př. Jakub Rydvan; in: 1000 nejkrásnějších novel... č. 67. Praha: J. R. Vilímek, 1914
- Velké lovy – př. Vojtěch Kristian Blahník. Praha: František Topič, 1921[2]
- V divočině – př. František Páta; s obálkou a 25 kresbami Jiřího Židlického. Praha: Pražská akciová tiskárna, 1925
- Zvířata a lidé – př. Josef Bečka; doslov Karel Krejčí; obálku a ilustrace nakreslil Antonín Pospíšil. Praha: SNDK, 1950